# یادگاردان

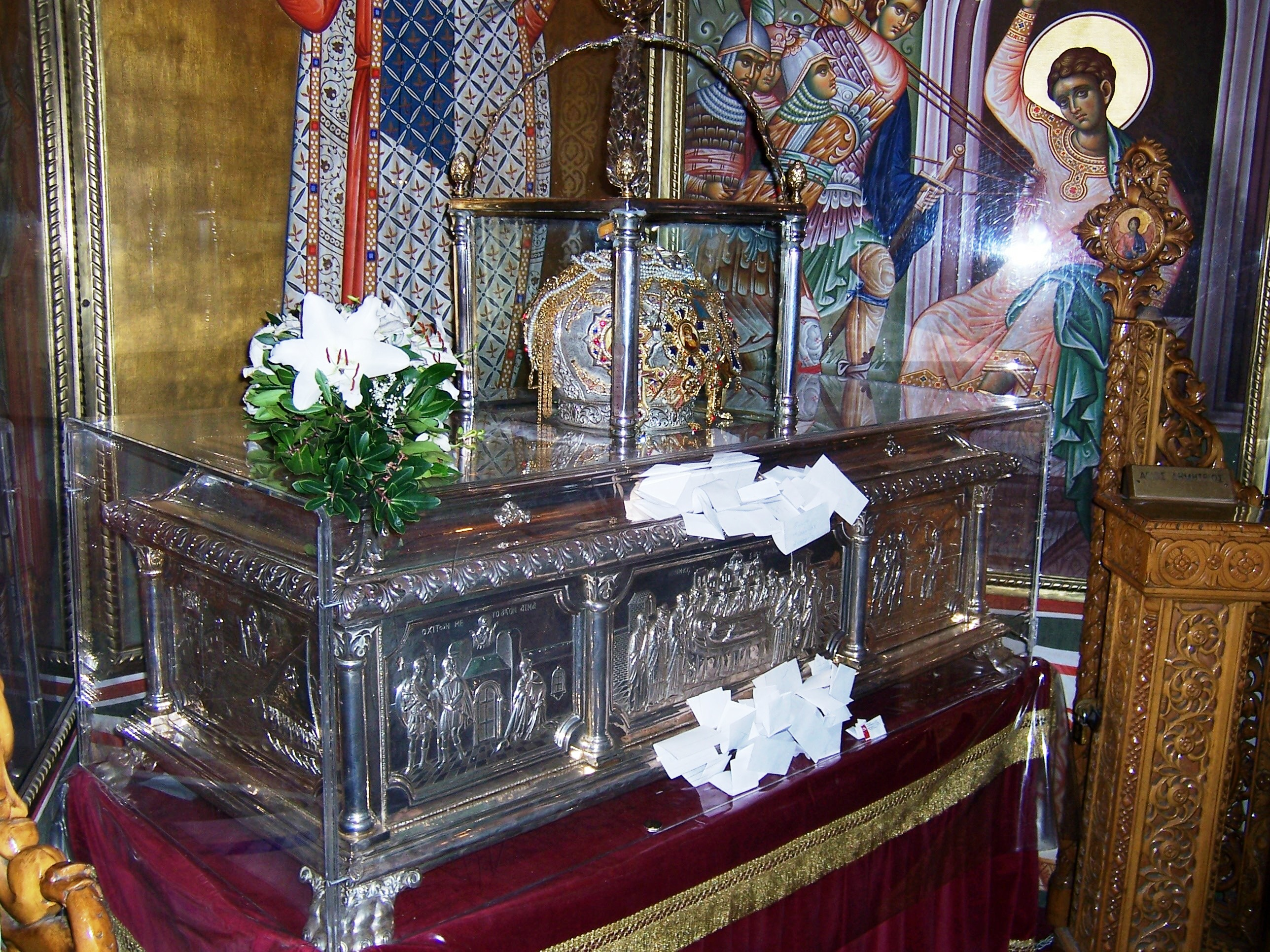
یادگاردان سنت دمتریوس، کلیسای جامع تسالونیکی، یونان.

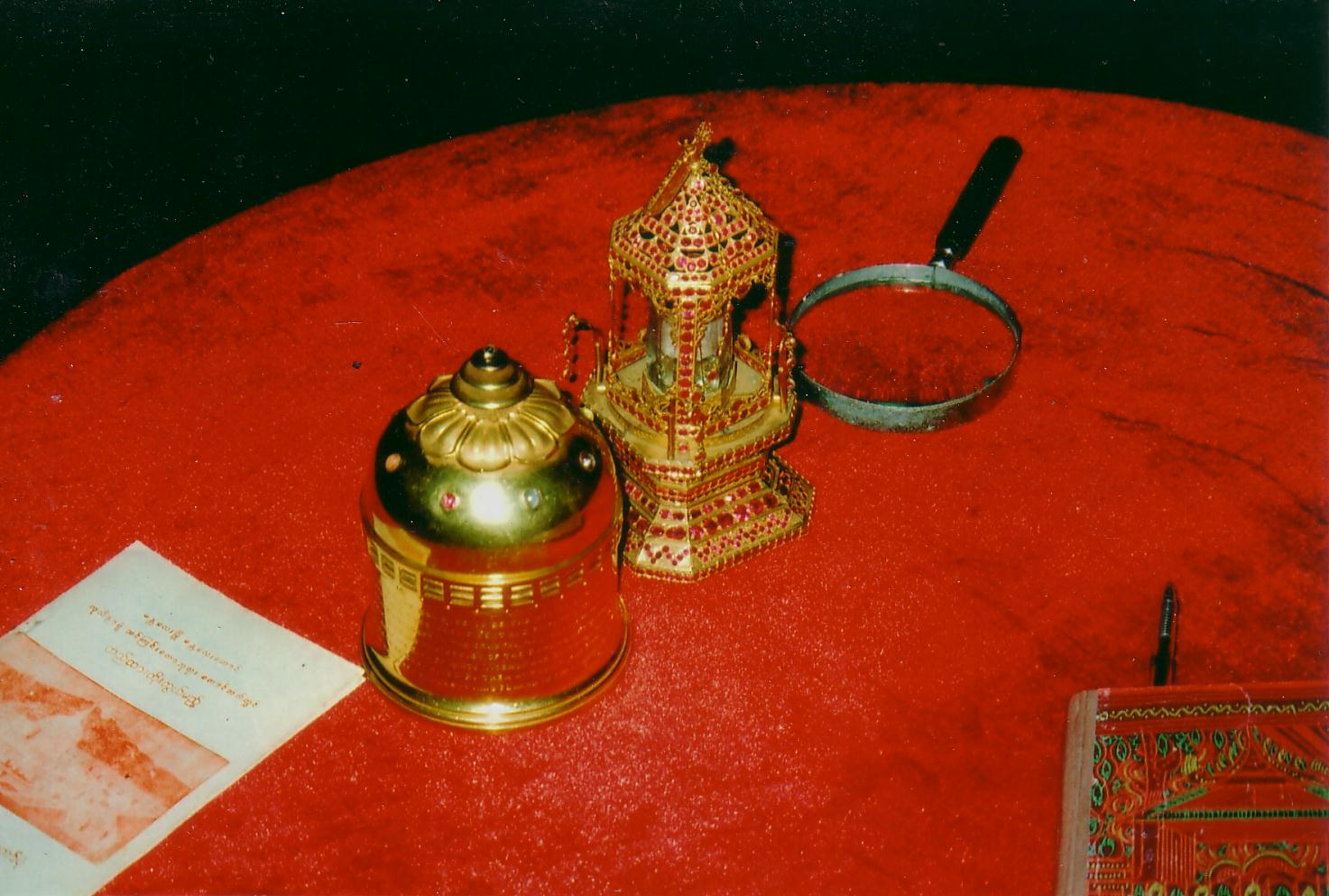
یادگارهای بودا از استوپای کانیشکای پیشاور پاکستان. این دو یادگاردان امروزه در ماندالای برمه نگهداری می‌شود.

یادگاردان، صندوقچه یا مکانی در کلیسا و آرامگاه‌های مسیحی است که در آن اشیای مذهبی و مقدس به یادگار مانده از قدیسان قدیم نگاه‌داری می‌شود.
در یادگاردان‌ها ممکن است بازمانده پیکر قدیسان، جامهٔ آن‌ها یا اشیای دیگر مرتبط با آن‌ها نگهداری شود.
در مورد اصلیت اشیای درون یادگاردان‌ها بحث‌های زیادی وجود دارد و به این خاطر بسیاری از کلیساها اسناد معتبر اشیای یادگار را نیز خواستار شده و در کنار آن‌ها یا در دفتر کلیسا قرار می‌دهند.
گونه‌ای از یادگاردان که درونش قابل رؤیت است و برای در معرض نمایش گذاشتن اشیاء و استخوان‌های قدیسان استفاده می‌شود یادگاربین نام دارد. 
گونهٔ دیگری که در سده‌های میانه استفاده می‌شد و در آن پیکرک‌های مقدس نهاده می‌شد پیکرک‌دان نام دارد.
در فرهنگ هندو و بودایی یادگاردان‌های مذهبی را اغلب در درون استوپاها (گوراب‌ها) و نیایشگاه‌ها نگاه می‌دارند و باورمندان برای یافتن «برکت» به زیارت آن‌ها می‌روند.
در باختر آفریقای مرکزی از یادگاردان‌ها در مراسم بـِوِته استفاده می‌شود. در این مراسم، اشیایی که دارای ویژگی‌های جادویی پنداشته می‌شود و استخوان‌های نیاکان را در یادگاردان‌ها می‌گذارند و نشان می‌دهند. در این نوع یادگاردان معمولاً پیکرکی به عنوان نگهبان صندوقچه به آن وصل می‌شود.